# دکابرمو دی‌فنیل اتر
دکابرمو دیفنیل اتر (به انگلیسی: Decabromodiphenyl ether) با فرمول شیمیایی C12Br10O یک ترکیب شیمیایی با شناسه پاب‌کم 14410 است. که جرم مولی آن 959.17 g/mol می‌باشد. شکل ظاهری این ترکیب، سفید یا جامد زرد کمرنگ است.